# لیسا مری
لیسا مری اسمیت (به انگلیسی: Lisa Marie Smith)، معروف به لیسا مری، (زادهٔ ۵ دسامبر ۱۹۶۸)، بازیگر و مدل آمریکایی است.
وی در سال ۱۹۹۲ پس از قطع همکاری با کمپانی کلوین کلاین به عنوان مدل، با تیم برتون آشنا شد. در مدت ۸ سال نامزدیشان، لیسا مری ایفاگر نقش‌های کوتاهی در فیلمهایی از این فیلم‌ساز همانند اد وود، مریخ حمله می‌کند!، اسلیپی هالو و سیاره میمون‌ها بود.